# Hrabstwo Washington (Utah)

Piramida wieku hrabstwa

Hrabstwo Washington – hrabstwo w USA położone na południowo-zachodnim krańcu stanu Utah. W roku 2005 liczba mieszkańców wyniosła 90 354. Hrabstwo zostało w ten sposób nazwane na cześć pierwszego prezydenta Stanów Zjednoczonych. Stolicą jest St. George.

## Geografia
Całkowita powierzchnia wynosi 6285 km², z czego 8 km² (0,13%) stanowią obszary wodne. Wysokość n.p.m. 2350 – 10 194 stóp (716,28 – 3107,13 metrów). Przechodzi tędy fragment Starego Hiszpańskiego Szlaku, a na wschodzie znajduje się część Parku Narodowego Zion.

### Wybrane miejscowości
- Apple Valley
- Enterprise
- Hildale
- Hurricane
- Ivins
- La Verkin
- Leeds
- New Harmony
- Rockville
- Santa Clara
- Springdale
- St. George
- Toquerville
- Virgin
- Washington

## CDP
- Central
- Dammeron Valley
- Pine Valley
- Veyo

### Sąsiednie hrabstwa
- Iron – północ
- Kane – wschód
- Mohave w Arizonie – południe
- Lincoln w Nevadzie – zachód